# Calong Cut
Calong Cut is een bestuurslaag in het regentschap Pidie van de provincie Atjeh, Indonesië. Calong Cut telt 326 inwoners (volkstelling 2010).